# Pismo bieżące

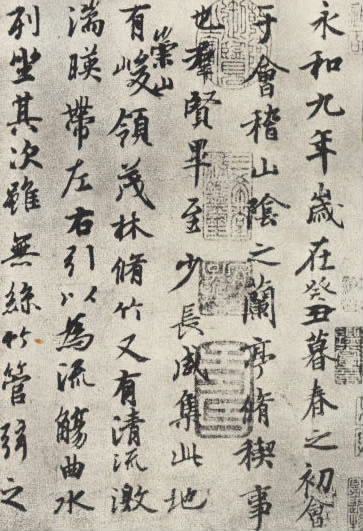
Kopia słynnego Rękopisu z Altany Orchidei Wanga Xizhi, uważanego z najdoskonalsze dzieło w piśmie bieżącym

Pismo bieżące (chiń. xingshu, jap. gyōsho, kor. haengseo)  - odmiana chińskiego pisma, wywodząca się z pisma kancelaryjnego, charakteryzująca się uproszczeniem formy i łączeniem osobnych kresek w całości wykonywane jednym pociągnięciem pędzla (obecnie pióra lub długopisu). Używane jest do sporządzania notatek i jako podstawowe pismo odręczne, a także jako styl kaligraficzny. Pismo bieżące, ze względu na przyspieszenie pisania i upraszczanie znaków, można uznać za krok w kierunku stworzenia stenografii chińskiej. Podobną funkcję pełniło również pismo trawiaste, które było jeszcze bardziej uproszczone.
Za twórcę xingshu uważany jest Liu Desheng, który miał je opracować za panowania cesarzy Huana i Linga z dynastii Han, a więc w latach ok. 146–189. Początkowo nazywano ten styl Xingya.
Za najdoskonalsze pod względem kaligraficznym prace wykonane w piśmie bieżącym uchodzą dzieła Wanga Xizhi (321–379). Wysoko cenione są również prace tzw. Czterech Mistrzów Dynastii Song, czyli Cai Xianga, Su Dongpo, Huang Tingjiana oraz Mi Fu.